# 대한민국 형법 제202조
대한민국 형법 제202조는 아편에 관한 죄의 미수범에 관한 형법 각칙의 조문이다.

## 조문
제202조 【미수범】 전4조의 미수범은 처벌한다.

전4조는 형법 제198조의 아편 제조죄, 형법 제199조의 아편흡식기의 제조죄, 형법 제200조의 세관 공무원의 아편 등의 수입죄, 형법 제201조의 아편흡식과 장소제공죄를 말한다.